# 낸시 그린 (스키 선수)
낸시 캐서린 그린(영어: Nancy Catherine Greene, 1943년 5월 11일~)은 캐나다의 알파인 스키 선수이다. 1968년 동계 올림픽 대회전 금메달과 회전 은메달을 획득했으며, 알파인 스키 월드컵에서 종합 우승 2회 차지했다.
2009년에 브리티시컬럼비아주 상원 의원이 되어 2018년까지 역임했다. 아들인 윌리 레인도 알파인 스키 선수로 활동했다.